# 陳家珍
陳家珍（英語：Solo Chan，1981年4月29日—），有線新聞台前任主播及前任國際新聞記者。
陳家珍2005年畢業於香港大學專業進修學院國際學位課程中心開辦之英國倫敦密德薩斯大學（Middlesex University London）媒體及文化研究（榮譽）文學士課程。2004年曾在香港成報及有線新聞實習，負責港聞、財經、社區新聞，及立法會選舉採訪工作等。
2005年畢業後，任職香港蘋果日報副刊記者，之後加入無綫電視旗下的銀河衛視新聞台（現稱無綫收費電視無綫新聞台）擔任主播，間中亦負責無線電視翡翠台新聞報道，再於2006年9月重返香港有線電視。
有線電視擔任主播期間，陳家珍除報道新聞外，亦有機會出外採訪和作戶外直播、撰寫兩岸及國際新聞。2007年底因患上腸胃炎而暫時退居幕後，為國際新聞作編輯和旁白 （voice over）。2008年2月初，一度回到幕前報道新聞，但在2月10日出鏡時突然肚子痛令該節新聞臨時換人，繼續報道國際新聞。
2010年2月26日，陳家珍正式告別有線新聞，轉職到萬里機構繼續工作，並攻讀香港大學國際關係碩士學位課程，2014年5月開設甜品學校。
陳家珍入行前為業餘模特兒，曾為多本雜誌進行拍攝，如新假期、E-ZONE、Hair mode及國內版COSMOPOLITAN等，亦為多個影會擔任模特兒。中學就讀於香港真光中學，預科期間曾擔任學生會副會長。